# Groși, Argeș
Groși este un sat în comuna Băbana din județul Argeș, Muntenia, România.